# رت باتلر
رت باتلر (به انگلیسی: Rhett Butler) ( (۱۴ اکتبر ۱۸۲۷ - ۱۴ نوامبر ۱۹۰۰ ) یک شخصیت افسانه ای بر مبنای شخصیتی داستانی با همین نام در رمان بربادرفته نوشته مارگارت میچل است. نقش رت باتلر را در فیلم بربادرفته کلارک گیبل و‌ در اسکارلت (مینی‌سریال) تیموتی دالتون ایفا کرده است.او کسی است که از ابتدای داستان،اسکارلت را دوست داردو همواره حامی و مشوق او برای دستیابی به اهدافش می باشد ولی اسکارلت هیچ گاه دلبسته او نمی شود.